# صياد السمك ومزماره
ظهرت حكاية الصياد والنايالخاص به في خرافات إيسوب وترقيمها 11 في فهرس بيري. كما توجد اختلافات واسعة حول فكرتها على مر القرون. .

## الحكاية ونظائرها
في العصور الكلاسيكية، لم تذكر  الحكاية سوى في المصادر اليونانية، وعلى وجه الخصوص في تاريخ هيرودوت، حيث طبقها كورش الأصغر على المفوضيين اليونان الذين يخضعون له بعد فوات الأوان. وتحكي عن صياد يصطاد السمك بجعلهم يتراقصون على الحان نايه. وعندما لا يخضعون، يمسكهم في شباكه ويسخر ضاحكا  على سكرات منيتهم ويقول: مخلوقات سخيفة، لم ترقص من أجلي والآن بعد أن طابت نفسي من اللعب يرقصون." في هذا السياق، يتجلى في الخرافة المعنى السياسي بأن أولئك الذين يرفضون المنفعة عند تقديمها لأول وهم مخيرين مرة سيعانون عند موافقتهم وهم مسيرين.

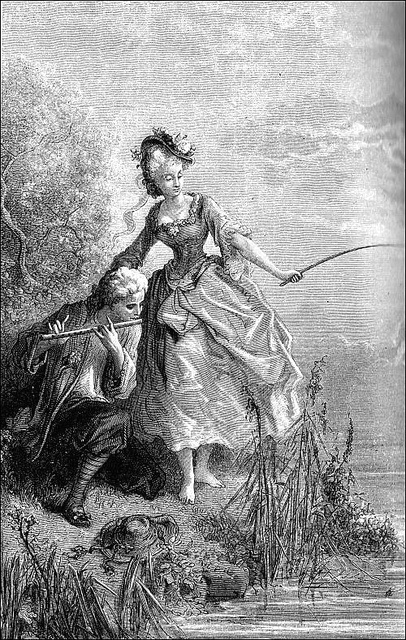
رسم غوستاف دوريه للصياد الذي يعزف على الناي ، 1868

اختلفت الآلة التي عزف عليها الصياد على مر العصور في السرد. ففي اليونانية هو أنبوب القصب (αὐλος)، أو ربما هو  مثل لحن مزمار  من القربة. وفي مجموعة ويليام كاكستون من الخرافات، تم تقديم الآلة كمزمار القربة، بينما في اللاتينية الجديدة من بانتاليون كانديدوس وهيرونيموس أوسيوس ظهرت على انه آلة تشبه الناي منحوتة من الخشب، كما رسمها قوستاف في الاعلى. وفي النسخة الفرنسية من لافونتين، يشار إلى الآلة باسم «الموست»  (musette) أو مايعرف بالناي، كما يظهر  بعنوان حكايته «الأسماك والراعي الذي عزف الناي» (Les poissons et le berger qui joue de la flûte، X.10)، والذي ربما يشير إلى مزمار بيكولو القديم. ومع ذلك، ترجمته آن فينش، كونتيسة وينشيلسي، على أنه مزمار القربة، كما ظهر في تقديمها لقصيدته..
جعل لافونتين من القصة رعوية اصطناعية حيث حاول فيها تيريس سحر الأسماك إلى خطاف الراعية أنيت لكنه لم ينجح حتى استخدم شبكة للقبض عليها. حيث تحول الامر إلى مفارقة عجيبة تفيد بأن القوة تنجز أكثر من السحر في سياق الحنكة السياسية، والذي يعيد اصداء استنتاج هيرودوت. ومع ذلك، تم تقديم أخلاق مختلفة من قبل كتاب آخرين. وفقا لبابريوس، فقط عندما ينجح المرء، يفرح وليس قبل ذلك. بالنسبة لويليام كاكستون وروجر ليسترانج، فإن الدرس الذي يجب تعلمه هو أن هناك وقتا ومكانا مناسبين لكل شيء.
اختلفت التلميحات الأخرى إلى الخرافة أو نظائرها على نطاق واسع على مر القرون. كما رأى المعلقون شبها للقصة، على الرغم من أن التشابه كان فقط في تفاصيل الرقص على المزمار وامثلتها قصة يسوع والاطفال الذين يلعبون في السوق ويصرخون لبعضهم البعض، «لقد عبر الأنابيب من أجلك ولن ترقص؛ بكينا وبكينا ولن تنوح» (متى 11.16-17، لوقا 7.31-2). كما ان هناك اصوات أيضا تنتقد السلوك الغير المستجيب الموجود في هيرودوت.
في العصور الوسطى، ظهرت قصة عن فلاح يمتلك القدرة على سحر الأسماك إلى الشاطئ بعزفه على القيثارة في غيستا رومانوروم ،  بينما كانت الأسماك ترقص في إحدى حكاية إيفان كريلوف. هناك أعطى ملك الوحوش الثعلب الوصاية على الأنهار، ولكن عندما أتى في جولة تفقدية، اكتشف ان الثعلب قد خان الامانة وقام بطبخ السمك. وعند سؤاله عن تفسير، أوضح الثعلب أن الأسماك في الماء المغلي ترقص فرحًا في زيارة الأسد مما يوضح حيلة ودهاء الثعلب.

## روابط خارجية
- الرسوم التوضيحية من القرن الخامس عشر إلى القرن العشرين من الكتب
- نص ورسوم توضيحية لافونتين لأودري ودوري| - ع - ن - ت إيسوب  | - ع - ن - ت إيسوب                                                                                                                                                                                                                                                                                                                                                                                                                                                                                                                                                                                                                                                                                                                                                                                                                                                                                                                                                                                                                                                                                                                                                                                                                                                                                                                                                                                                                                                                           |
| ------------------ | --- |
| خرافات إيسوب       | - الجندب والنملة - The Ass and his Masters - The Ass and the Pig - The Ass Carrying an Image - حمار في جلد أسد - The Astrologer who Fell into a Well - الدب والمسافران - The Belly and the Members - The Bird-catcher and the Blackbird - الطائر ذو الريش المستعار - الفتى الذي ادعى وجود ذئب - القطة والفئران - الديك والجوهرة - الديك والكلب والثعلب - الغراب والإبريق - الغراب والأفعى - مخ الأتان (حكاية) - الكلب وصورته المنعكسة - الكلب والذئب - الحمامة والنملة - المزارع واللقلق - The Farmer and the Viper - التنوب والعوسج - صياد السمك والسمكة الصغيرة - صياد الطيور والثعبان - الغراب والثعلب - الثعلب والعنب - الثعلب والأسد - الثعلب والقناع - الثعلب والأسد المريض - الثعلب واللقلق - الثعلب وابن عرس - الحطاب والثعلب - الضفدع والثور - لضفادع التي أرادت ملكا - الماعز والكرمة - الأوزة التي تبيض الذهب - الحطاب الأمين - الحصان والحمار - الحصان الذي خسر حريته - الأسد والفأر - الأسد والدب والثعلب - الرجل ذو العشيقتين - الكلب المؤذي - لبخيل وذهبه - القمر وأمه - مخاض الجبل - الفأر والمحار - الرياح الشمالية والشمس - البلوط والقصب - الرجل العجوز والموت - المرأة العجوز والطبيب - الورد والقطيفة - The Satyr and the Traveller - The Sick Kite - The Snake and the Crab - The Snake in the Thorn Bush - السلحفاة والأرنب - فأر المدينة وفأر الريف - The Travellers and the Plane Tree - الأشجار والعوسج - The Two Pots - شجرة الجوز (قصة) - Washing the Ethiopian White - ابن عرس وأفروديت - الذئب والكركي - الذئب والحمل - قاطع الحطب والأشجار - اليافع والسنونو |
| قصص مشكوك بأمرها   | - An ass eating thistles - The Bear and the Gardener - Belling the Cat (also known as The Mice in Council) - The Blind Man and the Lame - The Boy and the Filberts - Chanticleer and the Fox - The Dog in the Manger - The drowned woman and her husband - The Elm and the Vine - The Fox and the Cat - The Gourd and the Palm-tree - صقر (أسطورة) - The miller, his son and the donkey - The Monkey and the Cat - The Priest and the Wolf - العقرب والضفدع - The Shepherd and the Lion |
| مواضيع ذات صلة     | - حكايات جاتاكا - الفصول الخمسة - مؤشر بيري [لغات أخرى]‏ - The labyrinth of Versailles - Lion's share - من المقلاة إلى النار - Still waters run deep - The milkmaid and her pail - ذئب في ثياب حمل - Aesop's Fables (album) |
| Screen adaptations | - Aesop's Film Fables - النملة والصرصور [لغات أخرى]‏ |
| مترجمون            | - ديميتريوس الفالرومي - Phaedrus - بابريوس - Avianus - Dositheus Magister - Alexander Neckam - أديمار شابان - Odo of Cheriton - John Lydgate - Kawanabe Kyōsai - Laurentius Abstemius - Roger L'Estrange - Gabriele Faerno - Hieronymus Osius - ماري الفرنسية - روبرت هنريسون - جان دو لافونتين - إيفان كريلوف - Nicolas Trigault - Robert Thom - Zhou Zuoren |